# 1179
| 1179               |
| ------------------ |
| Dødsfald - Fødsler |
| • Begivenheder     |

| Gregoriansk kalender | 1179 MCLXXIX            |
| Ab urbe condita      | 1932                    |
| Armensk kalender     | 628 ԹՎ ՈԻԸ              |
| Kinesiske kalender   | 3875 – 3876 戊戌 – 己亥 |
| Etiopisk kalender    | 1171 – 1172             |
| Jødisk kalender      | 4939 – 4940             |
| Hindukalendere       |                         |
| - Vikram Samvat      | 1234 – 1235             |
| - Shaka Samvat       | 1101 – 1102             |
| - Kali Yuga          | 4280 – 4281             |
| Iransk kalender      | 557 – 558               |
| Islamisk kalender    | 574 – 575               |

Konge i Danmark: Valdemar den Store enekonge fra 1157-1182
Se også 1179 (tal)

## Dødsfald
- 17. september – Hildegard af Bingen, tysk abbedisse, mystiker, digter og komponist.